# Distretto di Bang Nam Priao
Il distretto di Bang Nam Priao (in thailandese: บางน้ำเปรี้ยว) è un distretto (amphoe) della Thailandia, situato nella provincia di Chachoengsao.